# Ricordi
Ricordi é uma canção da banda italiana de pop punk Finley de seu quarto álbum de estudio, Adrenalina 2.

## Festival de Sanremo
O Finley defendeu a canção no "Festival de Sanremo" e obteve o 5º lugar com o Hit.

## Versão em inglês
Foi gravada uma versão em inglês da canção sob o título de Your Hero com participação da cantora Belinda Peregrín.